# Aeschropteryx solitaria
Aeschropteryx solitaria là một loài bướm đêm trong họ Geometridae.